# Somagalags Corona
 (juillet 2018).
Somagalags Corona est une corona, formation géologique en forme de couronne, située sur la planète Vénus par 9,3° N et 348,5° E. Elle est localisée dans le quadrangle de Sif Mons. Elle a été nommée en référence à Somagalags, mère de la terre des Bella Coola, antérieurement Somagalags Montes.

## Géographie et géologie
Somagalags Corona couvre une surface circulaire d'environ 105 km de diamètre. 